# Spongia pikei
Spongia pikei är en svampdjursart som först beskrevs av Hyatt 1877.  Spongia pikei ingår i släktet Spongia och familjen Spongiidae. Inga underarter finns listade i Catalogue of Life.